# Saison 2 de Breaking Bad
Chronologie
Saison 1 Saison 3
La deuxième saison de la série télévisée américaine Breaking Bad comporte 13 épisodes diffusés du 8 mars au 31 mai 2009.

## Synopsis
Walter White, professeur de chimie dans un lycée de 50 ans, vit avec son fils handicapé Walter Jr. et sa femme enceinte Skyler à Albuquerque, au Nouveau-Mexique. Lorsqu'on lui diagnostique un cancer du poumon en phase terminale, sa vie s'effondre. Il décide alors de mettre en place un laboratoire et de fabriquer de la méthamphétamine pour pouvoir subvenir aux besoins de sa famille en s'associant avec l'un de ses anciens élèves devenu petit trafiquant, Jesse Pinkman.
Après s'être lancé dans le trafic de méthamphétamine, Walter et Jesse doivent désormais trouver un moyen d'échapper à leur acheteur, Tuco Salamanca, le trafiquant de drogue psychopathe, et d'augmenter leur production et leur profit. Pendant ce temps, Walt continue de cacher ses activités à sa famille et de suivre son traitement, alors que sa femme semble se rapprocher de la vérité et que Jesse plonge dans la toxicomanie avec sa nouvelle petite amie Jane. 

## Distribution de la saison

### Acteurs principaux
- Bryan Cranston (VF : Jean-Louis Faure) : Walter White alias « Heisenberg »
- Aaron Paul (VF : Alexandre Gillet) : Jesse Pinkman
- Anna Gunn (VF : Nathalie Régnier) : Skyler White
- Dean Norris (VF : Jean-François Aupied) : Hank Schrader
- Betsy Brandt (VF : Florence Dumortier) : Marie Schrader
- RJ Mitte (VF : Pascal Nowak) : Walter White Jr.

### Acteurs récurrents
- Krysten Ritter (VF : Kelly Marot) : Jane Margolis
- Matt L. Jones (VF : Jérôme Pauwels) : Badger
- Charles Baker (VF : Cédric Dumond) : Skinny Pete
- Raymond Cruz (VF : Jérôme Rebbot) : Tuco Salamanca
- Bob Odenkirk (VF : Cyrille Artaux) : Saul Goodman

### Invités
- Harry Groener (VF : Bernard Alane) : Dr Chavez (épisode 3)
- David Ury (VF : Dominique Collignon-Maurin) : Spooge (épisodes 5 et 6)
- Dale Dickey (VF : Odile Schmitt) : Femme de Spooge, alias la "radasse" (épisodes 5 et 6)
- Danny Trejo (VF : Enrique Fiestas) : Tortuga (épisode 7)
- J.D. Garfield (VF : Boris Rehlinger) : Vanco (épisode 7)
- DJ Qualls (VF : Hervé Rey) : Getz (épisode 8)
- Sam McMurray (VF : Patrick Préjean) : Dr Victor Bravenec (épisodes 11 et 13)
- John de Lancie (VF : Philippe Catoire) : Donald Margolis (épisodes 10, 12 et 13)
- Giancarlo Esposito (VF : Thierry Desroses) : Gustavo « Gus » Fring (épisodes 11 et 13)
- Jonathan Banks (VF : Féodor Atkine) : Mike Ehrmantraut (épisode 13)

## Résumé de la saison
A la casse automobile, Walter et Jesse assistent à la mort de l'homme de main de Tuco. Se sentant en danger de mort, les deux hommes fabriquent de la ricine, un poison extrêmement dangereux, pour l'empoisonner à leur prochain rendez-vous. Mais le trafiquant les prend de vitesse : croyant à tort que Gonzo, son bras droit, l'a trahi en le dénonçant à la DEA (alors qu'il s'est en réalité tué accidentellement), il enlève Walter et Jesse et les amène dans une maison dans le désert. Ils rencontrent ainsi l'oncle handicapé de Tuco, Hector Salamanca (qui ne peut communiquer qu'en appuyant sur une sonnette accrochée à son fauteuil roulant). Tuco souhaite emmener Walter avec lui au Mexique. Avec Jesse, ils échouent par deux fois à l'empoisonner, et lorsque Tuco apprend par son oncle ce qu'ils ont tenté de faire, il essaye de les tuer, mais les deux hommes arrivent à renverser la situation. En parallèle, la famille de Walter s'inquiète de sa disparition et le recherche activement. Hank finit par retrouver la voiture de Jesse, arrive au repaire de Tuco et l'abat après une fusillade. 
Walter et Jesse regagnent tous les deux Albuquerque. Le premier fait passer sa disparition pour un épisode de démence dû à son cancer, pendant que Jesse, retrouvé et interrogé par Hank, arrive à se constituer un alibi. Mais leur escapade n'est pas sans conséquence. Jesse est expulsé de sa maison par ses parents. Il loue un appartement et rencontre Jane, la fille du propriétaire, avec laquelle il commence une relation amoureuse. Skyler, devinant que son mari ment, est de plus en plus distante avec lui. Enfin, Hank est victime de crises de panique, traumatisé par la fusillade avec Tuco. 
Face au manque d'argent, Walter et Jesse s'associent à nouveau et décident de se charger de la production et de la distribution de la drogue. Walter cuisine la méthamphétamine et les trois amis de Jesse qu'il a recruté comme dealers la vendent. A la suite d'un quiproquo, une rumeur prétendant (à tort) que Jesse a tué un junkie qui avait volé de la drogue à l'un de ses vendeurs se met à courir. L'empire de la drogue d'Heisenberg commence à s'étendre, alors que Walt rompt avec Gretchen et Elliot, et ne peut plus prétendre à sa femme que l'argent utilisé pour payer son traitement vient d'eux. Skyler reprend alors son ancien de travail de comptable. Walt se met alors à jalouser la relation de sa femme avec son patron, Ted Beneke, et celle de son fils avec son oncle Hank.  
Tout semble aller pour le mieux : Jesse est heureux de son couple avec Jane et le cancer de Walter entre en phase de rémission. Même si ce dernier se trouve ne pas être capable d'arrêter ses activités, l'amélioration de son état de santé lui permet d'envisager une opération chirurgicale. Mais sa trop grande ambition finit par leur attirer des ennuis. Après que Badger, un des amis de Jesse ait été arrêté, un autre, Combo, est abattu en pleine rue, poussant Skinny Pete à abandonner. Le conseiller de Walt et Jesse, l’avocat véreux Saul Goodman, qui a aidé à la libération de Badger après son arrestation, les met alors en contact avec Gustavo Fring, le propriétaire de la chaîne de restaurants "Los Pollos Hermanos", et un puissant baron de la drogue d'origine chilienne lié au cartel. Malgré les doutes de Fring sur Jesse, Walter arrive à vendre 19 kilos de méthamphétamine pour 1,2 million de dollars. Jesse s'étant drogué avec Jane, Walt doit s'occuper seul de la vente et manque l'accouchement de Skyler et la naissance de sa fille, Holly. Il refuse par la suite de donner sa part à Jesse et blanchit son argent à l'aide de Saul.   
Après que Jane a fait chanter Walt, Jesse arrive à récupérer sa part de la vente. Mais au lieu d'immédiatement quitter le pays comme prévu, les deux amoureux cèdent une nouvelle fois à la tentation, et prennent de l'héroïne. Lorsque Walt retourne chez eux et qu'il voit Jane faire une overdose, il décide de la laisser mourir. Après que Saul a envoyé Mike Ehrmantraut, son détective privé et un des hommes de Fring, nettoyer les lieux, Walt fait entrer Jesse en cure de désintoxication.    
Le jour de son opération, un lapsus de Walt amène Skyler à découvrir les mensonges de son mari et à quitter la maison avec Holly. Alors que Walter est désormais seul chez lui, le père de Jane, contrôleur aérien, rongé par la tristesse de la mort de sa fille, provoque accidentellement une collision entre deux avions au dessus de la ville.    

## Liste des épisodes
La deuxième saison est composée de treize épisodes.

### Épisode 1:Traqués
- États-Unis : 8 mars 2009 sur AMC
- Belgique : 20 novembre 2009 sur Be Séries
- France : 
  - 9 février 2010 sur Orange Cinémax
  - 30 octobre 2010 sur Arte
- Québec : 12 janvier 2012 sur AddikTV[1]

- États-Unis : 1,66 million de téléspectateurs[2] (première diffusion)

- Cesar Garcia (No-Doze)
- Jesus Payan (Gonzo)
- Raymond Cruz (Tuco)
- Steven Michael Quezada (Steven Gomez)

Après avoir terminé leur échange avec Tuco dans la casse, Walt et Jesse réalisent que Tuco est fou. En effet, ce dernier tue son homme de main pour une raison futile en le tabassant violemment, sous leurs yeux. 
Une fois rentrés, les deux hommes sont persuadés qu'ils sont les prochains sur la liste. Jesse est même convaincu d'avoir vu Tuco dans une voiture noire passant dans sa rue. Pour lui, la seule solution est de tuer Tuco avant qu'il ne les tue. Il s'achète une arme.
Mais Walt a une meilleure idée et pense à utiliser de la ricine, un poison biologique qu'il sait fabriquer. En effet aucun des deux ne sait utiliser une arme à feu. 
Un soir, Walt rentre chez lui mais a à peine le temps de se poser que son téléphone sonne. C'est alors qu'il sort et voit Jesse dans sa voiture. Walt demande à Jesse ce qu'il fait là puis aperçoit Tuco armé sur la banquette arrière qui lui demande de grimper dans le véhicule. Tuco kidnappe les deux hommes.
Hank examine la vidéo de surveillance de l'entrepôt de produits chimiques mais ne parvient pas à identifier les voleurs. 

### Épisode 2:Chasse à l'homme
- États-Unis : 15 mars 2009 sur AMC
- Belgique : 20 novembre 2009 sur Be Séries
- France : 
  - 9 février 2010 sur Orange Cinémax
  - 6 novembre 2010 sur Arte
- Québec : 19 janvier 2012 sur AddikTV

- États-Unis : 1,60 million de téléspectateurs (première diffusion)

- Mark Margolis (Tio)
- Raymond Cruz (Tuco)
- Steven Michael Quezada	(Steven Gomez)
- Tess Harper (Mme Pinkman)

Walt a disparu. Toute sa famille, profondément inquiète, le cherche activement. 
En réalité, Walt et Jesse ont été enlevés par Tuco qui a paniqué après la disparition de son bras droit et beau-frère, Gonzo. Il les conduit dans une maison dans la campagne et on découvre son oncle (Tio) en fauteuil roulant qui ne communique qu’en faisant sonner une cloche. 
Walt et Jesse essayent d'empoisonner la nourriture de Tuco, en vain : l'oncle, même s'il ne peut plus parler, a toute sa tête. Il comprend le stratagème du duo et empêche Tuco de manger. 

### Épisode 3:Alibi
Pour les articles homonymes, voir Alibi (homonymie).
- États-Unis : 22 mars 2009 sur AMC
- Belgique : 27 novembre 2009 sur Be Séries
- France : 
  - 16 février 2010 sur Orange Cinémax
  - 6 novembre 2010 sur Arte
- Québec : 26 janvier 2012 sur AddikTV

- États-Unis : 1,13 million de téléspectateurs[3] (première diffusion)

- David House (Dr Delcavoli)
- Julia Minesci (Wendy)
- Mark Margolis (Tio)
- Matt L. Jones (Badger)
- Michael Shamus Wiles (ASAC Merkert)
- Steven Michael Quezada (Gomez)
- Tom Kiesche (en) (Clovis)

Walt décide de faire passer sa disparition pour une amnésie et s'arrange pour qu'on le trouve nu dans un supermarché.
Il est hospitalisé et affirme ne pas se souvenir où il a été et ce qu'il a fait au cours des derniers jours. Skyler émet des doutes sur son amnésie car elle a entendu le téléphone de Walt sonner avant sa disparition. Or Hank lui a affirmé au cours de ses recherches pour retrouver Walt qu'il n'a reçu aucun appel. Skyler commence à comprendre que Walt possède un deuxième téléphone.
En parallèle, Jesse retourne chez lui pour nettoyer le sous-sol et se débarrasser du camping-car. 

### Épisode 4:Au fond du gouffre
- États-Unis : 29 mars 2009 sur AMC
- Belgique : 27 novembre 2009 sur Be Séries
- France : 
  - 16 février 2010 sur Orange Cinémax
  - 13 novembre 2010 sur Arte
- Québec : 2 février 2012 sur AddikTV

- États-Unis : 1,29 million de téléspectateurs[4] (première diffusion)

- Dan Desmond (M. Gardiner)
- Michael Bofshever (M. Pinkman)
- Tess Harper (Mme Pinkman)
- Tom Kiesche (Clovis)

Une fois de retour chez lui, Walt ne peut plus quitter la pièce sans que Skyler s'inquiète et se demande où il est. De plus, elle semble méfiante envers lui à la suite de ses nombreuses absences et de son potentiel deuxième téléphone.
Walt décide de faire une pause dans la production de drogue afin de regagner la confiance de Skyler.

### Épisode 5:Nouveau Départ
- États-Unis : 5 avril 2009 sur AMC
- Belgique : 4 décembre 2009 sur Be Séries
- France : 
  - 23 février 2010 sur Orange Cinémax
  - 13 novembre 2010 sur Arte
- Québec : 9 février 2012 sur AddikTV

- États-Unis : 1,21 million de téléspectateurs[5] (première diffusion)

- Charles Baker (Skinny Pete)
- Dale Dickey (Junkie)
- David House (Dr Delcavoli)
- David Ury (Spooge)
- Krysten Ritter (Jane Margolis)
- Matt L. Jones (Badger)
- Michael Shamus Wiles (ASAC Merkert)
- Rodney Rush (Combo)
- Steven Michael Quezada	(Gomez)
- Tom Kiesche (Clovis)

Après leurs mauvaises expériences auprès des grands revendeurs de drogue tels que Krazy-8 et Tuco, Walt et Jesse décident de monter leur propre affaire. Walt s'occupe de la production et Jesse de la distribution. Ils se partageront chacun 50 % des parts. 
Jesse recrute parmi ses amis pour écouler leurs stocks. Cela fonctionne, jusqu'au moment où l'un des deals tourne mal : Skinny Pete se fait agresser par deux toxicomanes qui lui volent sa marchandise.

### Épisode 6:Règlements de comptes
- États-Unis : 12 avril 2009 sur AMC
- Belgique : 4 décembre 2009 sur Be Séries
- France : 
  - 23 février 2010 sur Orange Cinémax
  - 20 novembre 2010 sur Arte
- Québec : 16 février 2012 sur AddikTV

- États-Unis : 1,41 million de téléspectateurs[6] (première diffusion)

- Charles Baker (Skinny Pete)
- Carmen Serano (Carmen)
- Dale Dickey (Femme de Spooge)
- David Ury (Spooge)
- Jessica Hecht (Gretchen)
- Michael Shamus Wiles (ASAC Merkert)

Gretchen, inquiète de ne pas avoir de nouvelles des White, appelle au domicile de la famille et tombe sur Skyler qui en profite pour la remercier d'avoir payé le traitement pour Walt. 
Celui-ci, découvrant que Gretchen est au courant de son mensonge, l'invite à déjeuner afin de s'excuser, mais ne lui révèle pas d'où provient l'argent. Une dispute éclate. 
À la suite de cela, Gretchen contacte Skyler pour lui annoncer qu'elle et Elliott cessent de payer le traitement de Walt. 

### Épisode 7:Poisson lune
- États-Unis : 19 avril 2009 sur AMC
- Belgique : 11 décembre 2009 sur Be Séries
- France : 
  - 2 mars 2010 sur Orange Cinémax
  - 20 novembre 2010 sur Arte
- Québec : 23 février 2012 sur AddikTV

- Charles Baker (Skinny Pete)
- Danny Trejo (Tortuga)
- Christopher Cousins (Ted Beneke)
- J.D. Garfield (Vanco)
- Krysten Ritter (Jane Margolis)
- Matt L. Jones (Badger)
- Rodney Rush (Combo)
- Steven Michael Quezada (Gomez)

Hank a obtenu un poste plus important à la suite de sa fusillade avec Tuco Salamanca. Il part donc pour quelque temps à El Paso au Texas, à la frontière mexicaine. Cependant, il fait secrètement plusieurs crises d'angoisse à l'idée de s'y rendre. 
Une fois sur place, les choses se passent encore plus mal qu'imaginé : il est moqué par ses collègues, ne parlant pas espagnol, et se sent isolé.
Au cours d'une opération, leur principal indic, Tortuga, à qui ils avaient parlé peu de temps auparavant, est retrouvé décapité, la tête collée sur une tortue. Hank, choqué par cette vision, s'éloigne pour aller reprendre ses esprits. À cet instant, la bombe explose, tuant et blessant ses collègues restés près de la tortue. 

### Épisode 8:Appelez donc Saul
- États-Unis : 26 avril 2009 sur AMC
- Belgique : 11 décembre 2009 sur Be Séries
- France : 
  - 2 mars 2010 sur Orange Cinémax
  - 27 novembre 2010 sur Arte
- Québec : 1er mars 2012 sur AddikTV

- États-Unis : 1,04 million de téléspectateurs[7](première diffusion)

- Bob Odenkirk (Saul Goodman)
- DJ Qualls (Getz)
- Jimmy Daniels (Jimmy In-'N-Out)
- Krysten Ritter (Jane Margolis)
- Matt L. Jones (Badger)
- Steven Michael Quezada (Gomez)
- Tina Parker (Francesca)

Un revendeur et ami de Jesse, Brandon Mayhew alias Badger, s'est fait prendre à revendre de la drogue par la police locale. 
Hank, revenu travailler à Albuquerque apprend que la drogue de l'interpellé est la fameuse meth bleue d'Heisenberg. 
Jesse et Walter décident de fournir un avocat à Badger. Ils se tournent alors vers Saul Goodman, un avocat spécialisé de clients douteux. Celui-ci apprend à Walt que la DEA a proposé un marché très intéressant à Badger : sa liberté contre l'identité d'Heisenberg. Walt tente alors de soudoyer Saul afin qu'il empêche le marché, en vain.
Le duo capture ensuite Saul afin de l'intimider, mais comme il  reconnaît Walt comme  étant Heisenberg, il leur propose un arrangement différent : il connaît un gars qui se fait payer pour aller en prison, et qui accepte de se faire passer pour Heisenberg. 
Ainsi, Badger est libéré et la DEA pense avoir arrêté le vrai Heisenberg.

### Épisode 9:Seuls au monde
- États-Unis : 3 mai 2009 sur AMC
- Belgique : 18 décembre 2009 sur Be Séries
- France : 
  - 9 mars 2010 sur Orange Cinémax
  - 27 novembre 2010 sur Arte
- Québec : 8 mars 2012 sur AddikTV

- Bob Odenkirk (Saul Goodman)
- David House (Dr Delcavoli)
- Krysten Ritter (Jane Margolis)
- Matt L. Jones (Badger)

Walt passe des examens de suivi de l'évolution de son cancer. Il est persuadé que sa maladie empire et qu'il ne lui reste que quelques semaines à vivre.
Afin d'assurer une réserve d'argent suffisante pour sa famille, il convainc Jesse de partir quatre jours dans le désert pour « cuisiner ». Celui-ci est réticent car il démarre une relation amoureuse avec sa voisine Jane et veut passer du temps avec elle, mais il finit par accepter.

### Épisode 10:Introspection
- États-Unis : 10 mai 2009 sur AMC
- Belgique : 18 décembre 2009 sur Be Séries
- France : 
  - 9 mars 2010 sur Orange Cinémax
  - 4 décembre 2010 sur Arte
- Québec : 15 mars 2012 sur AddikTV

- Carmen Serano (Carmen)
- Christopher Cousins (Ted Beneke)
- David House (Dr Delcavoli)
- John de Lancie (Donald Margolis)
- Krysten Ritter (Jane Margolis)
- Steven Michael Quezada (Gomez)

Les résultats sont tombés : le cancer de Walt est en rémission. Pour fêter cette bonne nouvelle, Skyler organise une fête réunissant amis et famille. Walt boit un peu trop et tient tête à Hank. 
Skyler, qui a décidé de retourner travailler malgré sa grossesse, est engagée en tant que comptable chez son précédent employeur, la société Beneke. Le patron, Ted, ne semble pas insensible à son charme.

### Épisode 11:Nouvelle Donne
- États-Unis : 17 mai 2009 sur AMC
- Belgique : 25 décembre 2009 sur Be Séries
- France : 
  - 16 mars 2010 sur Orange Cinémax
  - 4 décembre 2010 sur Arte
- Québec : 22 mars 2012 sur AddikTV

- Angelo Martinez (Garçon)
- Bob Odenkirk (Saul Goodman)
- Charles Baker (Skinny Pete)
- Christopher Cousins (Ted Beneke)
- David House (Dr Delcavoli)
- Giancarlo Esposito (Gustavo « Gus » Frings)
- Jeremiah Bitsui (en) (Client Anonyme)
- Krysten Ritter (Jane Margolis)
- Rodney Rush (Combo)
- Sam McMurray (Dr Victor Bravenec)

Combo, dealer et ami de Jesse, se fait abattre par un jeune garçon sur ordre de dealers concurrents. Badger étant hors du jeu, Skinny Pete décide aussi de se retirer du business, craignant de retourner en prison. 
Walt et Jesse cherchent alors conseil auprès de leur avocat qui leur propose de rencontrer un de ses contacts, gérant d'un petit empire de drogue depuis 20 ans. Cependant, lors du rendez-vous, le contact ne se montre pas. 
Walt ne veut pas abandonner, et passe la journée du lendemain dans le restaurant où était prévue la rencontre : Los Pollos Hermanos. Le soir venu, il comprend que le propriétaire est en réalité le contact. 
Celui-ci lui explique qu'il ne souhaite pas travailler avec eux car Jesse est arrivé au rendez-vous en retard et défoncé. Il ajoute que Walt ne devrait pas faire confiance à un junkie.
Walt et Skyler se rendent chez l'oncologue afin de décider de la suite à donner au traitement de Walt. Un chirurgien est présent et lui conseille de se faire opérer maintenant que la tumeur est réduite. En effet, sans l'opération, le cancer se propagera. Problème : l'opération coûte 200 000 $. Walter, sachant qu'il possède 20 kg de meth accepte immédiatement l'opération.
Jane, la petite-amie de Jesse, finit par céder à la tentation et retombe dans la drogue. Ensemble, ils prennent un mélange de diverses drogues : héroïne et meth. 

### Épisode 12:Vie et Mort
- États-Unis : 24 mai 2009 sur AMC
- Belgique : 25 décembre 2009 sur Be Séries
- France : 
  - 16 mars 2010 sur Orange Cinémax
  - 11 décembre 2010 sur Arte
- Québec : 29 mars 2012 sur AddikTV

- Bob Odenkirk (Saul Goodman)
- Christopher Cousins (Ted Beneke)
- John de Lancie (Donald Margolis)
- Krysten Ritter (Jane Margolis)

Au début de l'épisode, Walt livre sa marchandise au De Anza, un motel abandonné ; de là il parvient à joindre la maternité mais c'est Marie qui lui répond en lui annonçant que le bébé est arrivé et que tout le monde se porte bien. Walt se rend alors à l'hôpital et découvre que c'est Ted, le patron de Skyler, qui l'a conduite à la maternité. Il retourne ensuite chez lui prendre la valise de sa femme, et contrôler le sac rempli de billets, échangé contre la drogue.
Lorsque Jesse émerge, il découvre avec horreur que quelqu'un est entré par effraction et a volé les 20 kg de drogue, ne se souvenant pas avoir vu Walt. Il l'appelle alors, mais Walt raccroche, le laissant culpabiliser. Lorsque Jesse comprend que c'est lui qui a en réalité récupéré la marchandise, il se rend à l'école et se confronte à lui. Walt lui annonce qu'il ne lui donnera pas sa part du marché tant qu'il ne deviendra pas clean, de peur qu'il ne dépense tout son argent en drogues avec sa petite amie. 
Jesse révèle alors à Jane toute son histoire, et l'argent dont il dispose. Celle-ci est déterminée à ce que Jesse le récupère afin qu'ensemble, ils puissent s'enfuir. Elle fait alors du chantage à Walt : si Jesse ne récupère pas son argent, elle racontera tout à la police. Face à cette menace, Walt finit par obtempérer. Plus tard dans la soirée, en discutant dans un bar avec un homme qui sans le savoir est le père de Jane, il prend conscience de son erreur et retourne chez Jesse. À nouveau, il entre par effraction et découvre le couple endormi et drogué. C'est alors que Jane fait une overdose. Walt assiste à la scène, mais ne fait rien pour la sauver, pensant que sans elle Jesse pourra peut-être s'en sortir.

### Épisode 13:Effet papillon
- États-Unis : 31 mai 2009 sur AMC
- Belgique : 25 décembre 2009 sur Be Séries
- France : 
  - 16 mars 2010 sur Orange Cinémax
  - 11 décembre 2010 sur Arte
- Québec : 5 avril 2012 sur AddikTV

- David House (Dr Delcavoli)
- Giancarlo Esposito (Gustavo « Gus » Frings)
- John de Lancie (Donald Margolis)
- Jonathan Banks (Mike)
- Krysten Ritter (Jane Margolis)
- Michael Shamus Wiles (ASAC Merkert)
- Sam McMurray (Dr Victor Bravenec)
- Steven Michael Quezada (Steven Gomez)

Jesse découvre Jane sans vie dans le lit et bouleversé, appelle immédiatement Walter ne sachant que faire. Celui-ci feint la surprise et contacte ensuite Saul qui envoie au domicile de Jesse un homme de main chargé d'effacer toute trace de drogue dans l'appartement. 
La police et le père de Jane arrivent sur place pour emmener le corps. Jesse, sous le choc, va se droguer dans un squat mais est retrouvé par le même mystérieux homme qui informe Walt de la situation. Celui-ci part le chercher, et l'envoie ensuite dans un centre de désintoxication afin qu'il reprenne sa vie en main. 
Un mois après le décès de Jane, son père est toujours dévasté, malgré tout, il retourne à son travail. Malgré les réticences de ses collègues il reprend son poste de contrôleur aérien et fait une erreur qui a pour conséquence de provoquer une collision entre deux avions.
La date de l'opération de Walt arrive. Il est alors conduit à l'hôpital par sa famille qui reste avec lui jusqu'au moment où on lui injecte un sédatif relaxant. Il perd peu à peu le contrôle de ses pensées et de ses paroles. Ainsi, lorsque Skyler lui demande s'il a pris son téléphone, il répond : « lequel ? ».
- La scène du crash a plusieurs fois été annoncée dans les introductions des épisodes précédents.
- Avec les titres du premier, quatrième et dixième épisode et celui-là, « Seven Thirty-Seven Down Over ABQ » ; ils annoncent le crash d'un Boeing 737